# Classe Belknap
La classe Belknap era una classe di incrociatori lanciamissili della United States Navy, costituita da navi successive ma non derivate dalle precedenti Leahy, ed ebbe anch'essa nove unità normali più una nucleare che faceva classe a sé (classe Truxtun)

## Struttura
I Belknap avevano uno scafo simile a quello delle unità precedenti, ma più grande, con un altro bordo libero e un lungo ponte di coperta prodiero dove ospitare le armi principali.
Le sovrastrutture erano in questo caso suddivise in 2 blocchi anziché essere un tutt'uno, come nelle navi precedenti, e ciascuno dei blocchi possedeva un fumaiolo, su di cui erano poste le antenne dei radar. Le sovrastrutture, come accadeva per le navi moderne di questa generazione, erano prevalentemente in alluminio (anche la Leahy era così) ma non per risparmiare nel costo, ma nel peso complessivo in alto, in modo da non rendere le navi instabili (il momento meccanico dato dai radar sulle sommità delle antenne era, in rollio, molto consistente).
L'apparato motore, su 2 assi, verteva su di altrettanti gruppi di turboriduttori, sempre da 85.000hp, come sulle Leahy, ma il disegno della carena deve esser migliorato perché adesso si potevano raggiungere addirittura i 34 nodi, la velocità più alta degli incrociatori postbellici statunitensi.

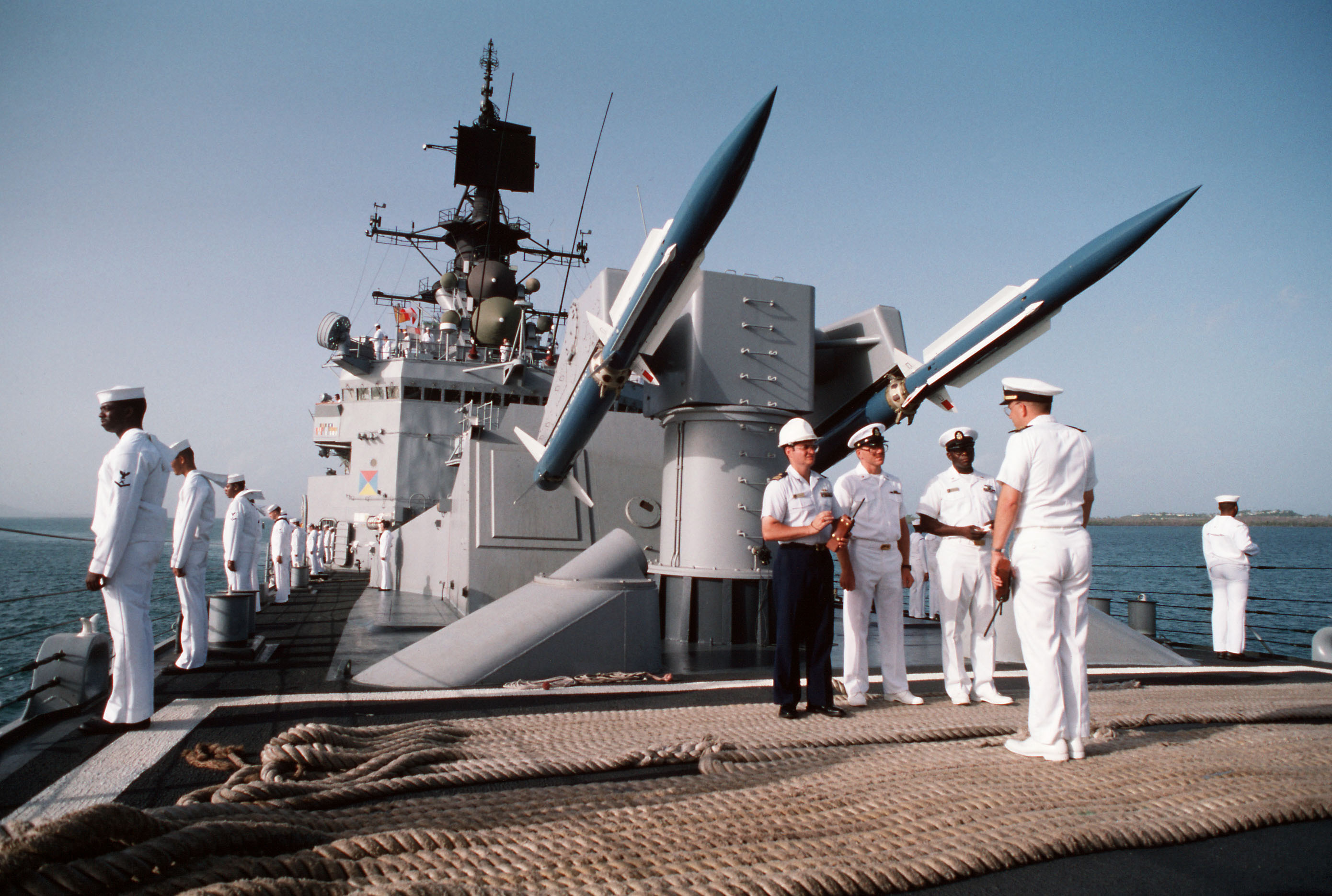
Il lanciamissili di prua: notare i boccaporti rettangolari di ricarica dietro le rampe

L'armamento era molto rimaneggiato, in quanto la rampa di lancio di poppa era sostituita da un cannone da 127mm, di cui si sentiva il bisogno, data la debolezza nel tiro anti-superficie dei 76mm, e un hangar per elicotteri. A prua non c'era più il lanciatore ASROC, ma la rampa Mk 10 aveva ora ben 60 missili, 20 dei quali ASROC e gli altri RIM-2 Terrier. Per il resto, rimanevano le 2 torri da 76 laterali e i 2 tls tripli da 324mm.
I sistemi di tiro erano un radar di controllo tiro cannoni, due radar di illuminazione per i missili. La scoperta aerea venne affidata a un apparato a lungo raggio bidimensionale e uno tridimensionale, sistemati su due grandi alberi dietro alla plancia e davanti all'hangar, per un elicottero.
La presenza di artiglieria di medio calibro e elicottero andò a discapito dell'armamento antiaereo, con il dimezzamento dei lanciamissili e radar relativi, il dimezzamento della cadenza di tiro, e soprattutto la riduzione del campo di tiro, poppiero, che i lanciamissili non ricoprivano più, come invece con i precedenti Leahy. La cadenza di tiro di 4 missili al minuto era troppo bassa per respingere attacchi aerei massicci, per giunta con un campo di tiro parziale.
La versione nucleare, chiamata USS Truxtun, era sensibilmente più pesante e grande, e con 60.000 hp dati dallo stesso apparato GE 2DG del Bainbridge, riusciva a raggiungere solo i 30 nodi.
Elenco delle navi della classe:
- USS Belknap (CG-26)
- USS Josephus Daniels (CG-27)
- USS Wainwright (CG-28)
- USS Jouett (CG-29)
- USS Horne (CG-30)
- USS Sterett (CG-31)
- USS William H. Standley (CG-32)
- USS Fox (CG-33)
- USS Biddle (CG-34)

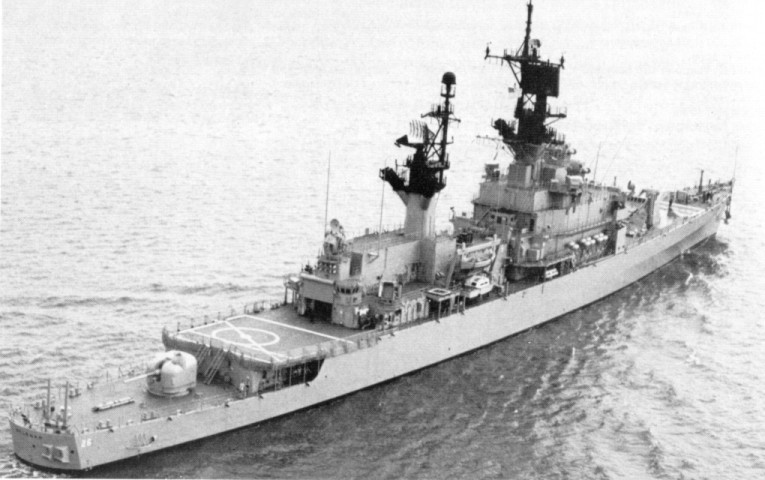
Il Belknap visto da poppa, con l'hangar e il cannone da 127mm.

- USS Truxtun (CGN-35), la versione nucleare, praticamente sperimentale, del progetto base.

## Servizio
In forza all'US Navy dalla metà degli anni sessanta, completando la linea di grandi navi missilistiche necessarie per rinnovare la flotta, i Belknap vennero usati ampiamente in Vietnam, forse anche per il loro cannone da 127mm.
Nel 1972, il 19 luglio, uno di loro, il Biddle, contrastò uno dei pochi attacchi aerei lanciati dalla piccola aviazione vietnamita, e pare che abbattesse 2 MiG su cinque che sopraggiungevano, colpendoli da 32 km di distanza. Dato che gli aerei volavano di notte, evidentemente tenevano una quota abbastanza elevata da essere ingaggiabili (si trattava forse di MiG-17) dai Terrier.
Poco prima, lo Sterett respinse un altro attacco vietnamita, asserendo di aver abbattuto 2 MiG da 27 e da 9 km, oltre che un missile antinave Styx. Non è chiaro come le cose si svolsero, anche in questo caso di notte, quel 19 aprile 1972, ma lo Sterett riuscì effettivamente a respingere l'attacco, sebbene non si abbiano conferme sui MiG e missili abbattuti.

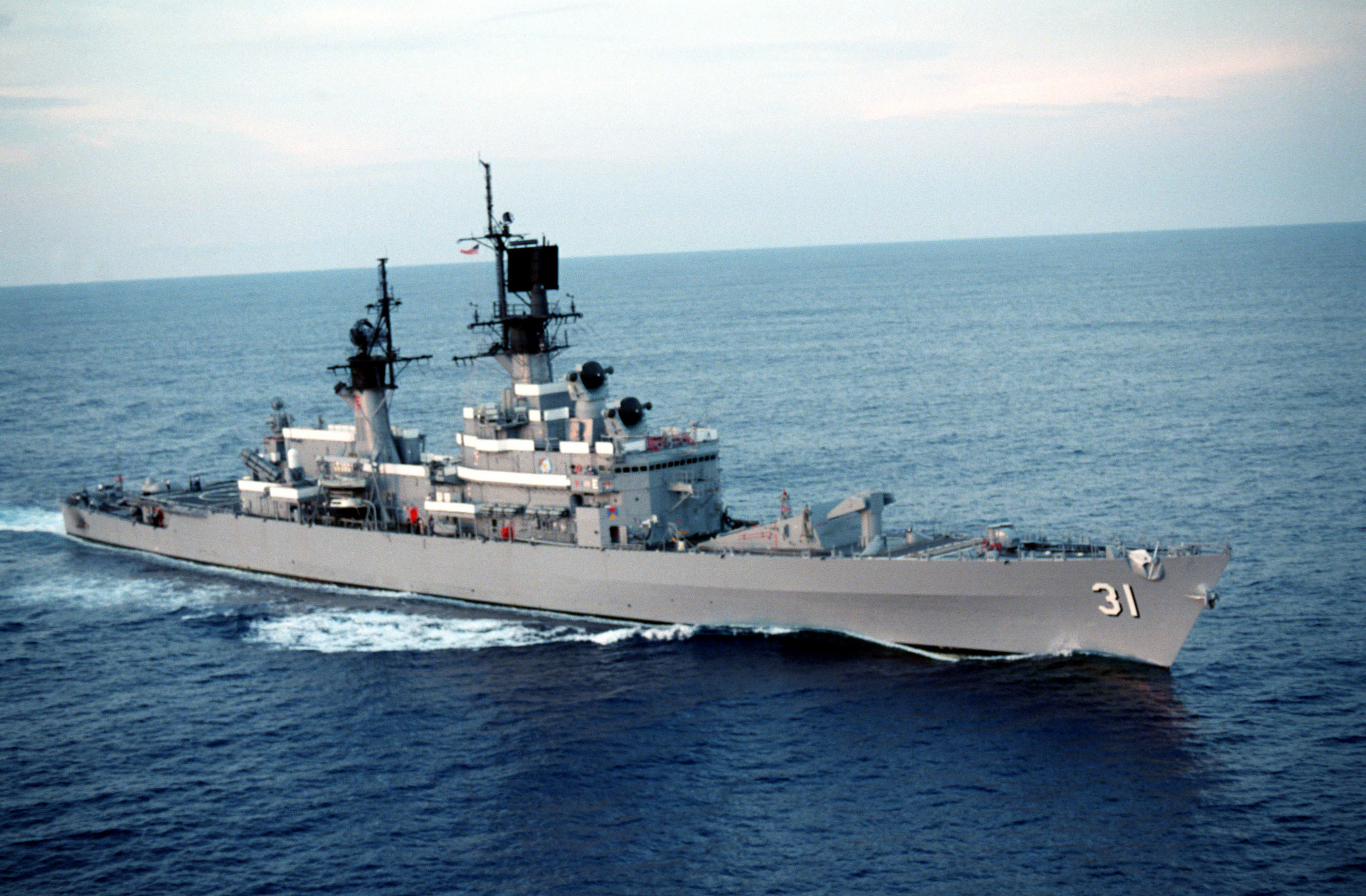
Lo Sterett, autore di un'altra battaglia missilistica in Vietnam

I Belknap ebbero una parte importante anche nello sviluppo di nuove armi, per esempio il Wainwright venne usato per testare l'NTDS e i missili SM-2ER.

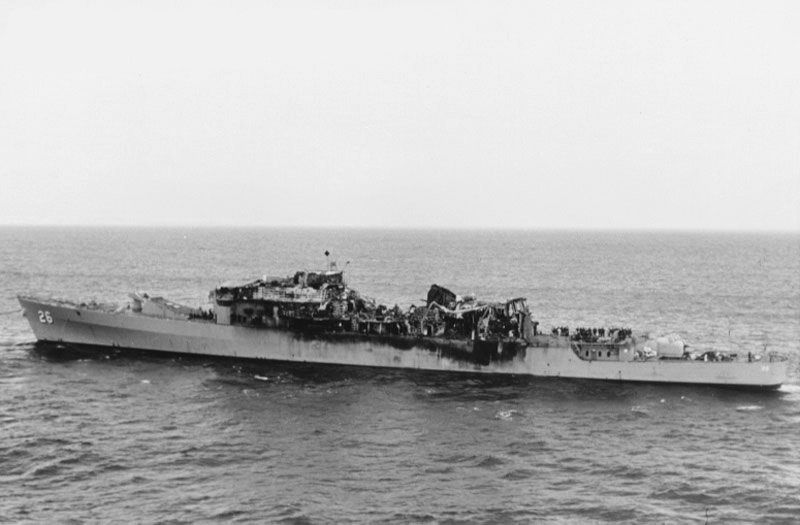
Il Belknap ridotto ad un rottame bruciato dopo uno dei peggiori incidenti avuti dall'US Navy. Le sovrastrutture sono state letteralmente incenerite

Lo stesso Belknap servì come ‘test’ in quanto esso venne gravemente danneggiato dalla collisione con la portaerei Kennedy nel 1975. Le fiamme che eruppero distrussero le sovrastrutture confermando, se ce n'era bisogno, che esse, costituite in alluminio, non erano idonee a contenere incendi di alcuna sorta. Nondimeno, nonostante il fatto che questa unità venisse devastata anche dal fatto che l'alluminio tende a bruciare oltre che a fondere, con le alte temperature, la nave venne ricostruita perché lo scafo era relativamente intatto, ancora in alluminio.
In ogni caso, le navi successive ebbero almeno parte delle sovrastrutture in acciaio.
Infine, come la classe precedente, la Belknap ebbe (idem per il Truxtun) una dotazione di Ciws, Harpoon, elettronica migliorata tra gli anni settanta e ottanta. Ben meritata, considerando che in fondo l'avevano in larga misura sviluppata attraverso questa classe di navi. Anche queste unità vennero poste in ombra dalla presenza degli incrociatori AEGIS di nuova generazione, e agli inizi degli anni novanta vennero passate in riserva e poi radiate.
Le navi classe Belknap hanno avuto indubbiamente una carriera assai lunga e movimentata, con molte esperienze operative fatte e di grande interesse, ma bisogna dire che il loro disegno complessivo lascia aperti dei dubbi anche maggiore che nel caso dei Leahy.
Sebbene esse avessero un cannone di medio calibro e un hangar per elicotteri (e addirittura, drone, con siluri ASW che però negli ambienti molto elettromagnetici delle navi non ebbero fortuna ed affidabilità complessive), la mancanza della rampa di lancio poppiera costrinse ad affidare a quella prodiera tutti gli incarichi (era lo stesso modello di rampa Mk 10 del Vittorio Veneto italiano) della difesa aerea, con un numero dimezzato di missili, una cadenza di tiro dimezzata, un settore di tiro che, per quanto favorito dal lungo ponte di prua (visto che non v'era più nemmeno la rampa ASROC) era comunque parziale, un numero di radar di tiro pure dimezzato e messo in opera solo a prua.
Se quella rampa si guastava, cosa abbastanza comune all'epoca, praticamente tutto il potenziale di fuoco della nave, già insufficiente, si riduceva a 3 torrette d'artiglieria, un elicottero e due tubi lanciasiluri, davvero non molto confortevole, specie con gli originari Terrier, per affrontare un attacco aereo o missilistico di saturazione.